# Centropogon fimbriatulus
Centropogon fimbriatulus är en klockväxtart som beskrevs av Mcvaugh. Centropogon fimbriatulus ingår i släktet Centropogon och familjen klockväxter. Inga underarter finns listade i Catalogue of Life.